# 대학로에서 매춘하다가 토막 살해당한 여고생 아직 대학로에 있다
《대학로에서 매춘하다가 토막 살해당한 여고생 아직 대학로에 있다》(大學路에서 賣春하다가 토막 殺害당한 女高生 아직 大學路에 있다)는 2001년 12월 30일 개봉한 남기웅 감독의 대한민국 영화이다.
여고생이 선생님에게 토막 살해당한 뒤 다시 회생해서 복수하는 내용이다. 대한민국에서 만들어진 가장 긴 제목의 영화로 알려져 있다.

## 출연

### 주연
- 이소윤
- 김대통

### 조연
- 정은경
- 김아람
- 황필수
- 배수백
- 김호경
- 양혁준
- 박동현
- 나경태
- 노익현
- 라만길
- 황병일
- 이동수
- 조동규
- 유준자
- 박철구
- 감주복

## 기타
- 제작실장: 송동우
- 조명: 박민
- 조연출: 박준호
- 연출부: 우인범
- 연출부: 최영환
- 조감독: 백정원
- 붐어시스턴트: 박감독
- 특수분장: 이창만
- 특수효과: 정선일
- 분장: 이명옥
- 분장: 류범석
- 의상: 김효은
- 시각효과부문: 이창만

## 참고
아래는 영화 제목이 긴 대한민국 영화들이다.
1. 27자: 《대학로에 있다》
2. 26자: 《어디선가 누군가에 무슨 일이 생기면 틀림없이 나타난다 홍반장》
3. 24자: 《눈으로 묻고 얼굴로 대답하고 마음속 가득히 사랑은 영원히》
4. 20자: 《철없는 아내와 파란만장한 남편 그리고 태권소녀》
5. 17자: 《열 아홉의 절망 끝에 부르는 하나의 사랑 노래》
6. 17자: 《내가 성에 관해 알고 있는 몇가지 이야기들》
7. 17자: 《따봉수사대-밥풀떼기 형사와 전봇대 형사》
8. 16자: 《꼴찌부터 일등까지 우리반을 찾습니다》
9. 16자: 《바람부는 날이면 압구정동에 가야한다》
10. 16자: 《사랑하고 싶은 여자 & 결혼하고 싶은 여자》